# Rhizotom
Rhizotom (altgriechisch ῥιζοτόμος, lateinisch rhizotomus, Bezeichnung aus griechisch ῥίζωμα rhizoma „Eingewurzeltes“ und τομή tomé „schneiden“) oder Wurzelschneider, auch Wurzelgräber, Wurzelsammler (zu „Wurzel“ im Sinne von unterirdischer Pflanzenteil) und Wurzler genannt, ist die Bezeichnung eines Kräutersammlers in Antike und Mittelalter.
Die Grundlagen ihrer Arbeit waren gelegentlich Aberglaube und vorgebliche Hexerei und Zauberei, allerdings leisteten die Heilpflanzensucher auch entscheidende Beiträge zur Pflanzenheilkunde.
Beim Sammeln der Wurzeln bzw. Wurzelstöcke spielten verschiedene äußere Einflüsse eine Rolle, wie zum Beispiel die Stunde des Tages oder der Nacht. Oft begleiteten Rituale wie Tänze und Gebete, aber auch obszöne Äußerungen die Suche nach den Pflanzen. So gehörte beispielsweise das Sammeln der Alraune zu der Tätigkeit der Rhizotomen, deren Suche angeblich besondere Gefahren barg.